# Maoča (Brčko)
Maoča ist ein Dorf in der Gemeinde Brčko in Bosnien und Herzegowina.
Es liegt ungefähr 18 km südlich der Stadt Brčko unterhalb der Hänge des Majevica-Gebirges auf einem hügeligen Gelände zwischen zwei Flüssen auf ca. 169 m über dem Meeresspiegel. Der höchste Punkt der Ortschaft ist die Bergspitze Hukljevac mit 417 m über dem Meeresspiegel. Westlich vom Dorf erhebt sich der Berg Dolovi mit seinem höchsten Gipfel Ćorićka auf 388 m. Angrenzende Siedlungen sind Islamovac, Karavlasi, Gornji Rahić und Rašljani.
In Maoča befindet sich die Nožin-Aga-Moschee. Sie wurde in den 1780er Jahren erbaut und zählt zu den ältesten Bauten dieses Gebietes von Bosnien und Herzegowina. Die Moschee wurde nach Nožin-Aga Imamović benannt, der die Tore der Gebetsstätte mit seinem Pferd aus Konstantinopel (Istanbul) transportierte. Zwei weitere Moscheen sind die 1988 erbaute Moschee Maoča-Stara und die Maoča-Nova-Moschee, die im Jahr 1930 erbaut wurde.

## Einwohnerentwicklung
|                     | 2013 | 1991 | 1981 | 1971 | 1961 |
| ------------------- | ---- | ---- | ---- | ---- | ---- |
| Gesamt              | 3030 | 2886 | 2847 | 2452 | 2059 |
| Frauen              | 1512 | 1394 | -    | -    | -    |
| Männer              | 1518 | 1492 | -    | -    | -    |
| Bosniaken           | 2999 | 2815 | 2757 | 2415 | 1959 |
| römische Katholiken | 4    | 5    | 6    | 3    | 6    |
| Serbisch-orthodoxe  | 0    | 11   | 19   | 26   | 53   |
| Andere              | 27   | 55   | 65   | 8    | 41   |